# Capitoli
|  | Per a altres significats, vegeu «Capitoli (desambiguació)». |

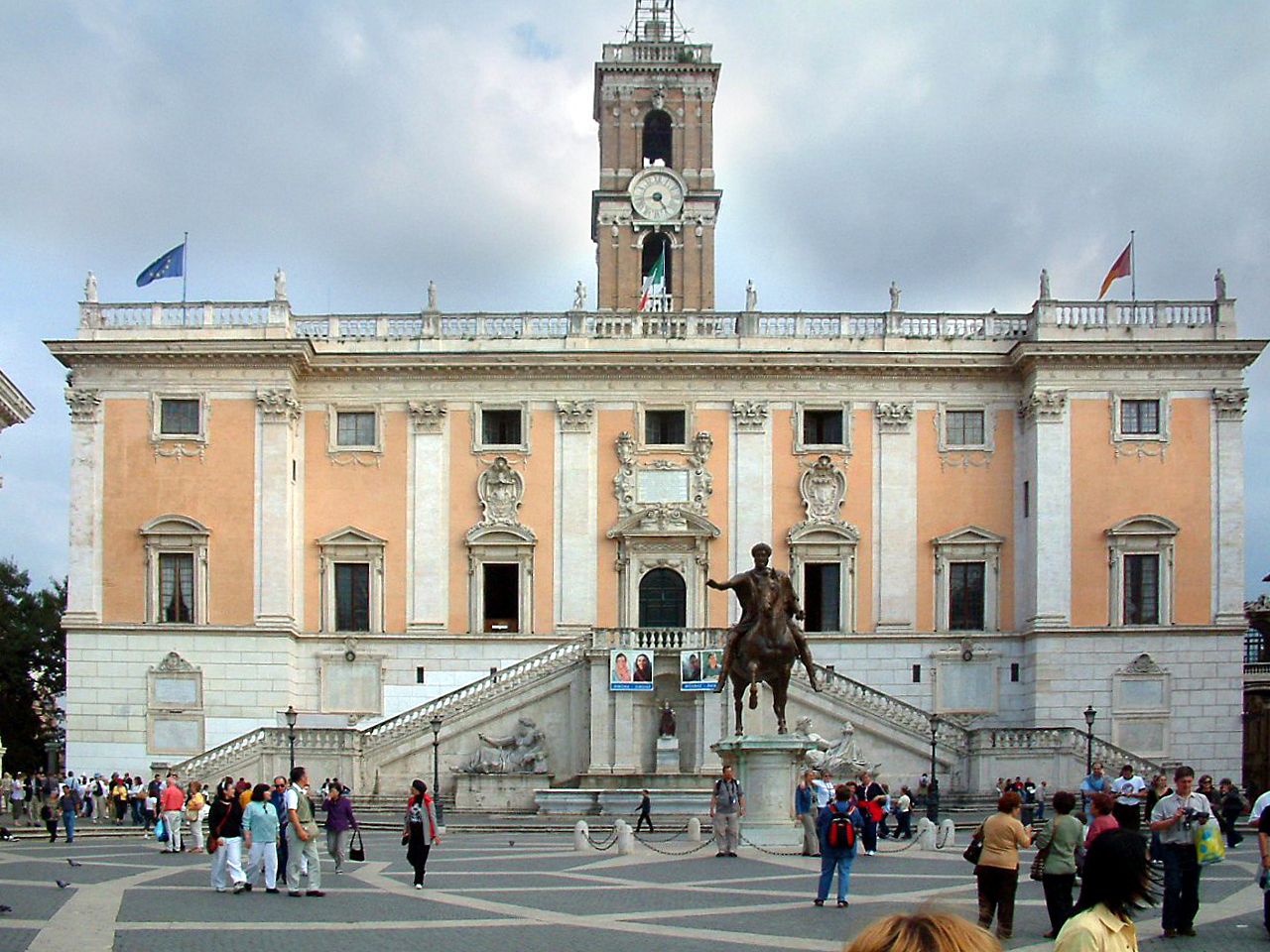
La plaça del Capitoli, amb l'Ajuntament i l'estàtua de Marc Aureli

El Capitoli (en italià: Campidoglio), situat entre el Fòrum i el Camp de Mart, és un dels set turons de Roma.
El turó es coneixia anteriorment com a Mons Saturnius, dedicat al déu Saturn. La paraula Capitolium primerament s'usava exclusivament per anomenar el Temple de Júpiter Capitolí, i després es va utilitzar per a tot el turó, i fins i tot altres temples de Júpiter en altres turons. En un mite etimològic, fonts antigues connecten el nom amb caput ("cap", "cim") i l'explicació és que, en establir les bases del temple, es va trobar el cap d'un home, algunes fonts fins i tot diuen que era el cap d'algun Tolus o Olus. Els capitolis eren considerats pels romans com indestructibles i van ser adoptats com a símbol de l'eternitat.
El turó del Capitoli conté poques ruïnes antigues, ja que estan gairebé totalment cobertes per palaus medievals i renaixentistes, com els museus del Capitoli que envolten una plaça, que formen part d'un important pla urbà dissenyat per Miquel Àngel.

## Des del Renaixement
L'aspecte que té avui dia va ser configurat al Renaixement, època en què per encàrrec del papa Pau III, el 1546 Miquel Àngel va fer una remodelació, embellint el lloc amb una plaça pavimentada, més l'anomenat Palazzo Senatorio, seu de l'Ajuntament, i dos palaus més al costat que emmarquen la plaça (on es troben els Museus Capitolins). Precisament l'artista és l'autor de l'escalinata per on s'accedeix al turó, anomenada la Cordonata, al final de la qual es troben dues estàtues romanes dedicades a Càstor i Pòl·lux. Al mig de la plaça hi ha també una rèplica de l'estàtua eqüestre de l'emperador Marc Aureli (l'original es troba dins el museu), i a l'esquerra l'església de Santa Maria in Aracoeli. Als peus del Capitoli s'estén el Fòrum Romà i els Fòrums Imperials.
El 1911 es va afegir a la banda nord el grandiós monument al rei Víctor Manuel II d'Itàlia.

## En l'antiguitat

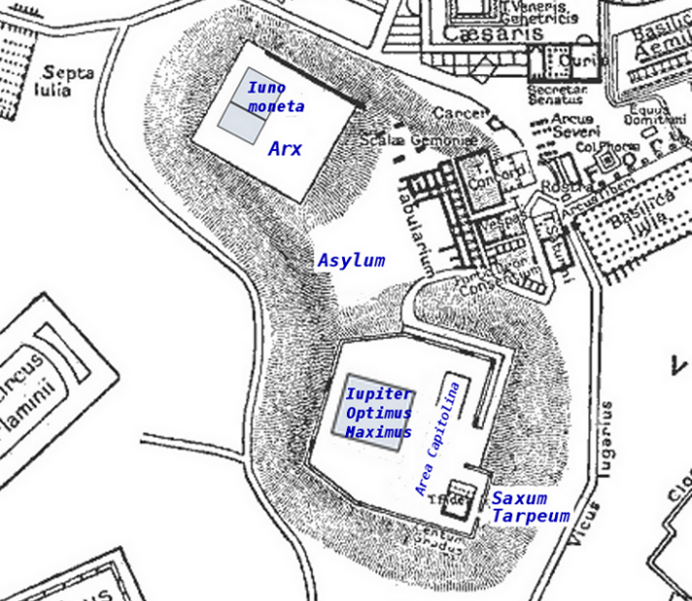
Mapa del turó capitolí en l'antiguitat.

Aquest turó tenia un aspecte bastant diferent en l'antiguitat. El turó consta de dues elevacions o pujols: un es deia arx («ciutadella») i l'altre era l'àrea capitolina. Enmig d'aquestes dues elevacions hi havia una zona no tan elevada, anomenada asylum que servia de refugi als ciutadans en cas que la ciutat fos atacada.
Les estructures del turó eren:
- L'arx, una estructura fortificada que és esmentada pels historiadors durant l'episodi de la traïció de Tarpeia.[9]
- El temple de Iuno Moneta («Juno l'avisadora»), construït dins l'àrea de l'arx en honor de la deessa Juno, protectora de la ciutat, al voltant del qual hi havia un petit jardí on vivien unes oques considerades els instruments de la deessa, ja que des de la seva posició privilegiada avisaven amb xiscles quan s'acostaven enemics a Roma.[10] Aquest temple es va construir per ordre del dictador Camil per commemorar la seva victòria sobre els auruncs l'any 345 aC.[11] A l'interior del temple, a més de l'estàtua de la deessa, es guardava l'autèntic model de peu romà.[12] Es deia que per edificar aquest temple es van fer servir els terrenys on antigament havia estat la casa de Titus Taci i la de Manli Capitolí.[13]
- La primera fàbrica de moneda, construïda al costat del temple de Juno. Les primeres monedes que van fer els romans portaven una imatge de la deessa amb la inscripció Iuno moneta, invocant la seva protecció i d'aquí va derivar el nom de la paraula moneda. L'espai ocupat per aquesta fàbrica juntament amb l'espai del temple de Juno estan ocupats actualment per l'església de Santa Maria in Aracoeli.[14] Aquesta fàbrica va ser destruïda durant el gran incendi de Roma en època de l'emperador Neró i llavors se'n va construir una de nova al turó del Celi.
- L'auguraculum, també a la zona de l'arx, que era un petit tancat sense sostre des d'on els àugurs interpretaven el vol dels ocells per tal de predir el futur.[15] Hi havia un altre auguraculum al turó Palatí.[16]
- El temple de Júpiter Òptim Màxim, edificació de gran bellesa que era visible des de la llunyania sobre la silueta de la ciutat.
- L'àrea sacra capitolina, situada al costat del temple de Júpiter i que era un conjunt de petits temples dedicats als déus més importants de Roma.Restes de l'ínsula capitolina

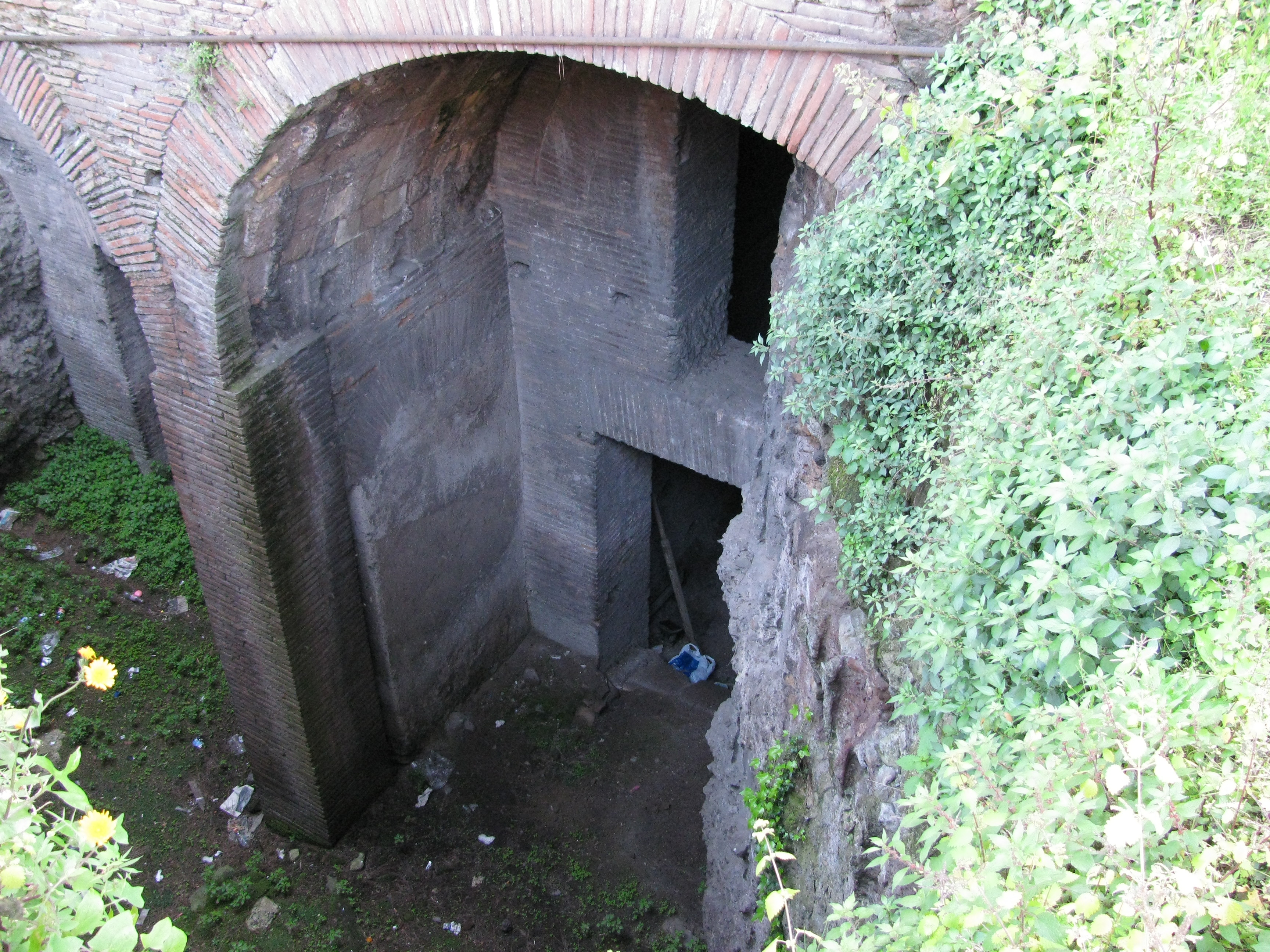
Restes de l'ínsula capitolina

- La roca Tarpeia que es va fer servir a vegades per matar traïdors llançant-los des de dalt.
- El turó tenia algunes coves en les seves parets que segons la llegenda estaven habitades pels esperits d'alguns déus menors: Terminus[17] i Juventa.[18] Segons algunes llegendes en temps molt remots aquest turó va estar habitat pel déu Saturn i per això el lloc també es deia Mons Saturnius.[19][20][21][22][23][24][25][26]
- En la vertical del turó van haver al segle II un grup de cases particulars conegudes amb el nom de insula capitolina (o també ínsula romana) on vivien unes 380 persones. En l'edat mitjana algunes d'aquestes cases es van ajuntar per fer una església anomenada San Biagio del Mercato, la resta encara són visibles.[4]

## Altres Capitolis

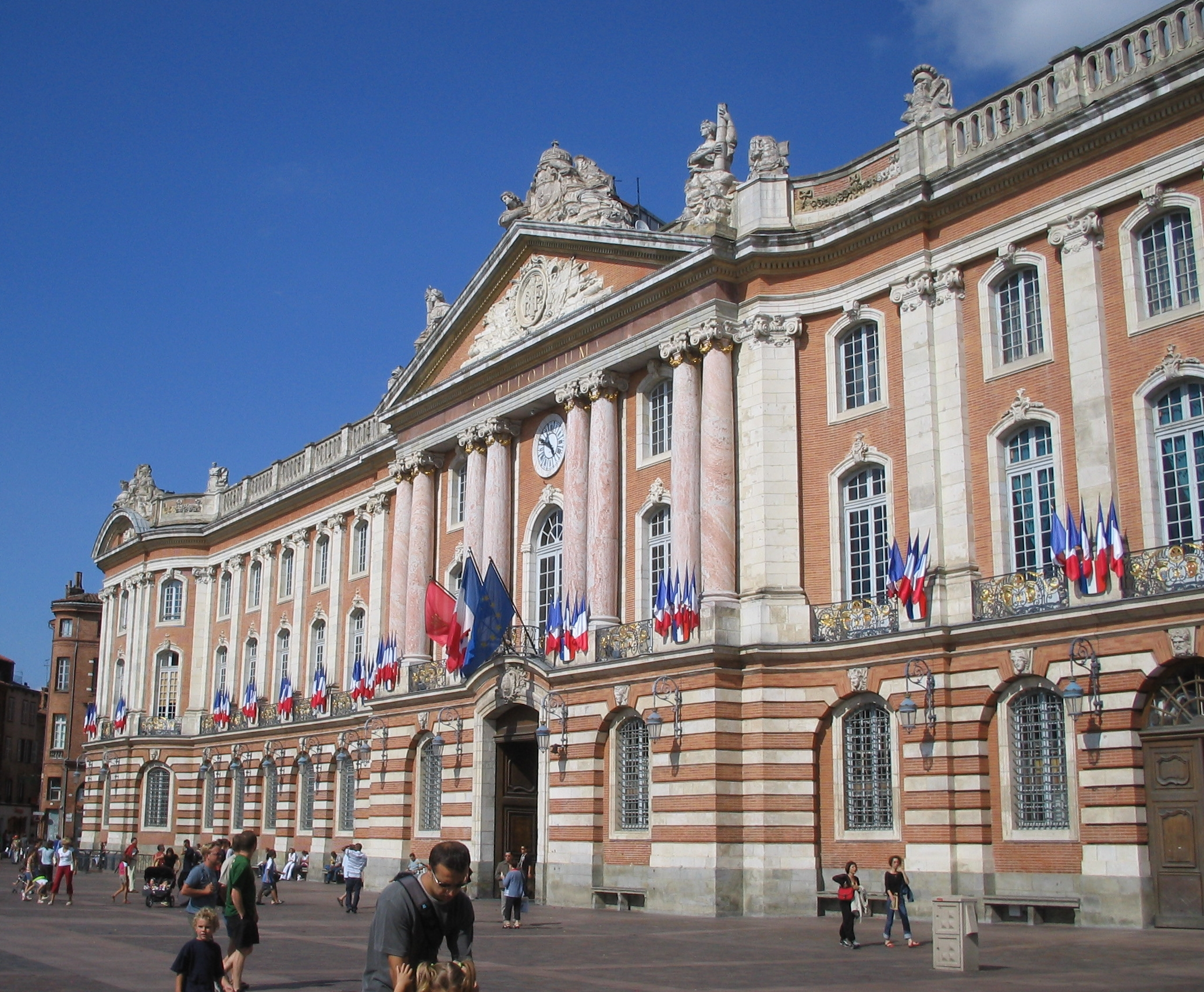
El Capitoli de Tolosa, seu de l'Ajuntament

Com que en el Capitoli hi havia emplaçat el palau dels senadors romans, el nom ha passat a designar un edifici monumental destinat a funcions administratives o parlamentàries. És el cas del Capitoli de Tolosa, seu de l'Ajuntament, o del Capitoli de Washington, seu del Senat i de la Cambra de Representants. En moltes ciutats americanes és habitual l'ús d'aquest nom per designar el Parlament, com a les capitals dels estats dels Estats Units, l'Havana, San Juan de Puerto Rico, etc.